# Ali Shaheed Muhammad
Ali Shaheed Muhammad, né le 11 août 1970 à Brooklyn, New York, est un rappeur et producteur américain, principalement connu comme ancien membre du groupe A Tribe Called Quest avec lequel il compte au total six albums studio entre 1990 et 2016.

## Biographie

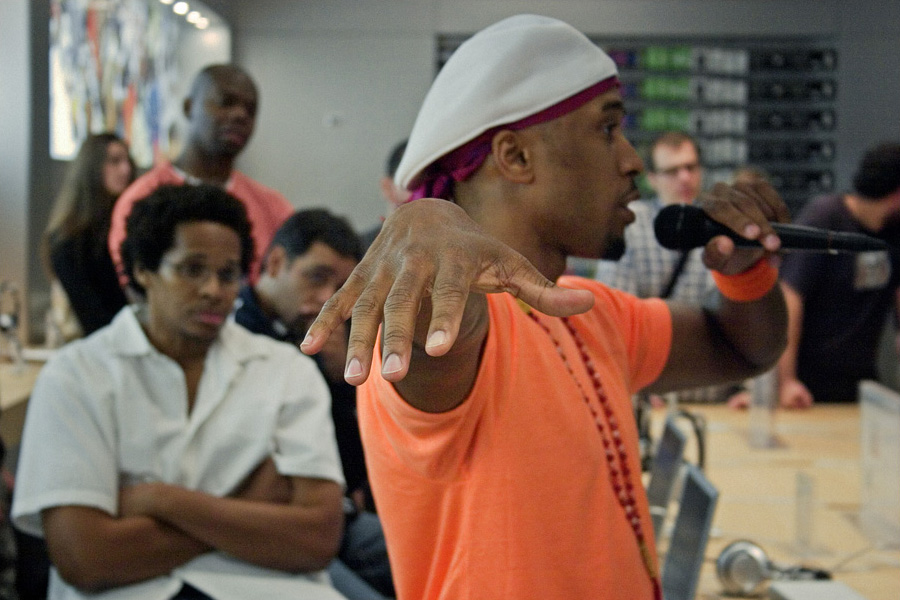
Ali Shaheed Muhammad à New York, aux États-Unis, en 2006.

Muhammad est né le 11 août 1970 à Brooklyn, un quartier situé dans la ville américaine New York. Il débute initialement sa carrière musicale au sein du groupe A Tribe Called Quest aux côtés de Q-Tip, Phife Dawg et Jarobi White. Le groupe publie son premier album People's Instinctive Travels and the Paths of Rhythm le 17 avril 1990, qui atteint la 91e place du Billboard 200 sur lequel figure notamment la chanson Can I Kick It? qui sample le titre Walk on the Wild Side de Lou Reed. Avec A Tribe Called Quest, Muhammad compte cinq albums avant la séparation du groupe en 1998. Entretemps, Muhammad forme avec Q-Tip ainsi que J Dilla le groupe The Ummah.
Après la dissolution de A Tribe Called Quest, Muhammad fonde en compagnie de Dawn Robinson le supergroupe Lucy Pearl. Muhammad publie par la suite son premier album solo, Shaheedullah and Stereotypes, le 12 octobre 2004.
En 2013, lors d'un entretien avec Montreality, Muhammad explique qu'il ne prévoit aucun nouvel album avec son ancien groupe A Tribe Called Quest. En 2014, il devient présentateur de l'émission de radio Microphone Check sur NPR sur laquelle il sera interviewé en mai 2015. En décembre 2014, Muhammad publie une chanson intitulée CPR concernant la brutalité policière. En 2015, A Tribe Called Quest est attendu sur scène pour célébrer les 25 années de leur album People's Instinctive Travels and the Paths of Rhythm. Le 20 mars 2020 ils publient avec Adrian Younge l'album Jazz Is Dead 001. S'ensuivront 8 autres volumes jusqu'au 22 novembre 2021. Jazz Is Dead 010 est prévu pour le 3 décembre 2021.

## Discographie

### Albums studio
- 2004 : Shaheedullah and Stereotypes

### Albums collaboratifs

#### Avec A Tribe Called Quest
- 1990 : People's Instinctive Travels and the Paths of Rhythm
- 1991 : The Low End Theory
- 1993 : Midnight Marauders
- 1996 : Beats, Rhymes and Life
- 1998 : The Love Movement
- 2016 : We Got It from Here... Thank You 4 Your Service

#### Avec Adrian Younge
- 2020 : Jazz Is Dead 001
- 2020 : Jazz Is Dead 002
- 2020 : Jazz Is Dead 003
- 2020 : Jazz Is Dead 004
- 2021 : Jazz Is Dead 005
- 2021 : Jazz Is Dead 006
- 2021 : Jazz Is Dead 007
- 2021 : Jazz Is Dead 008
- 2021 : Jazz Is Dead 009

## Filmographie
- 2011 : Beats, Rhymes and Life: The Travels of a Tribe Called Quest (documentaire) : lui-même
- 2024 : Cross (série TV) (compositeur)